# Abrocoma schistacea
La rata chinchilla del Tontal o rata chinchilla sanjuanina (Abrocoma schistacea) es una especie de roedor del género Abrocoma de la familia Abrocomidae. Habita en el centro-este del Cono Sur de Sudamérica.

## Taxonomía
Esta especie fue descrita originalmente en el año 1921 por el zoólogo británico Oldfield Thomas.
Localidad tipo
La localidad tipo referida es: “Los Sombreros, a una altitud de 3800 msnm, sierra del Tontal, San Juan centro-oeste de la Argentina.”
Ejemplar tipo
El espécimen referido como holotipo es el catalogado como BMNH 21.6.21.11; consta de la piel y el cráneo de una hembra adulta, colectada el 29 de enero de 1921 por Emilio Budín (número de campo 1296). Se encuentra depositado en el Museo Británico de Historia Natural (BMNH) de Londres. 
Caracterización y relaciones filogenéticas
En el año 1940, J. Ellerman la consideró una subespecie de Abrocoma cinerea, sin embargo otros autores la elevaron a especie plena, en relación con su tamaño.

## Distribución geográfica
Esta especie es endémica de la zona de la sierra del Tontal, provincia de San Juan, centro-oeste de la Argentina. Fue descrita de una localidad de la vertiente oriental de esa sierra, correspondiente al departamento Sarmiento.

## Conservación
Según la organización internacional dedicada a la conservación de los recursos naturales Unión Internacional para la Conservación de la Naturaleza (IUCN), al haber muy poca información sobre su distribución, población total y sus requisitos ecológicos, la clasificó como una especie con: “Datos insuficientes” en su obra: Lista Roja de Especies Amenazadas.